# Senboku (stad)
Senboku (Japans: 仙北市, Senboku-shi) is een stad in de prefectuur Akita in het noorden van Honshu, Japan. De stad heeft een oppervlakte van 1093,64 km² en begin 2008 bijna 31.000 inwoners. De rivier de Omono loopt door de stad. Ten oosten van Senboku ligt het Ou-gebergte

## Geschiedenis
Senboku werd op 20 september 2005 een stad (shi) door samenvoeging van de gemeentes Kakunodate (角館町, Kakunodate-machi), Tazawako (田沢湖町, Tazawako-machi) en het dorp Nishiki (西木村, Nishiki-mura).
De voormalige gemeente Senboku (仙北町, Senboku-machi) is in maart 2005 opgegaan in de stad Daisen.

## Bezienswaardigheden
- Tazawameer (田沢湖, Tazawa-ko), is een meer in een voormalige vulkaankrater,
- diverse onsen zoals de Nyuto onsen, Obuka onsen en de Ogama onsen,
- Tamagawa bron, een bron met de grootste uitstroom, 150 liter per seconde, in Japan. Dit levert een stroom van 3 meter breed, een temperatuur van 98°C en een pH van 1,1 (zeer zuur). Er is ook wat radioactief radium gas en ander radioactief materiaal opgelost in het water van de Tamagawa bron.

## Verkeer
Senboku ligt aan de Akita-shinkansen en de Tazawako-lijn van de East Japan Railway Company.
Senboku ligt aan de autowegen 46, 105 en 341.

## Aangrenzende steden
- Akita
- Kitaakita
- Kazuno
- Daisen
- Hachimantai